# Hispania Tarraconensis
Hispania Tarraconensis (pol. Hiszpania Tarrakońska) – prowincja rzymska, której stolicą prawdopodobnie było Tarraco (dzisiejsza Tarragona w Katalonii). Jako prowincja powstała w 27 p.n.e. Była prowincją cesarską, a namiestnik posiadał tytuł legatus Augusti pro praetore. W prowincji, w dzisiejszym León, stacjonował Legio VII Gemina, przy pomocy którego gubernator prowincji Galba zdobył cesarską władzę. W 293 r. cesarz Dioklecjan podzielił prowincję na trzy jednostki terytorialne: Tarraconensis, Gallaecia i Carthaginensis.

## Główne miasta
- Tarraco
- Valentia
- Nova Carthago
- Caesaraugusta
- Brigantium
- Braera Augusta
- Portus Cale
- Lucus Augusti
- Asturica Augusta
- Legio
- Segovia
- Toletum
- Numantia
- Osca
- Barcino
- Ilerda
- Dertosa
- Saguntum
- Dianium